# Pera Velha
Pera Velha (pré-AO 1990: Pêra Velha) é uma povoação portuguesa do Município de Moimenta da Beira que foi sede da extinta Freguesia de Pera Velha, freguesia que tinha 13,11 km² de área e 214 habitantes (2011), e, por isso, uma densidade populacional de 16,3 hab/km².
A Freguesia de Pera Velha foi extinta (agregada), pela última Reorganização administrativa do território das freguesias, de acordo com a Lei nº 11-A/2013 de 28 de Janeiro, tendo o seu território sido agregado ao das Freguesias de Aldeia de Nacomba e de Ariz para constituir a União das Freguesias de Pera Velha, Aldeia de Nacomba e Ariz com sede em Pera Velha.
Pera Velha foi sede de concelho até 1834. O concelho era constituído pelas freguesias de Pêra Velha, Ariz e Peva. Tinha, aquando do censo de 1801, 1136 habitantes e 41 km².
É também nesta antiga freguesia que nasce o Rio Paiva, na aldeia de Carapito.

## População
| População da freguesia de Pêra Velha | População da freguesia de Pêra Velha | População da freguesia de Pêra Velha | População da freguesia de Pêra Velha | População da freguesia de Pêra Velha | População da freguesia de Pêra Velha | População da freguesia de Pêra Velha | População da freguesia de Pêra Velha | População da freguesia de Pêra Velha | População da freguesia de Pêra Velha | População da freguesia de Pêra Velha | População da freguesia de Pêra Velha | População da freguesia de Pêra Velha | População da freguesia de Pêra Velha | População da freguesia de Pêra Velha |
| ------------------------------------ | ------------------------------------ | ------------------------------------ | ------------------------------------ | ------------------------------------ | ------------------------------------ | ------------------------------------ | ------------------------------------ | ------------------------------------ | ------------------------------------ | ------------------------------------ | ------------------------------------ | ------------------------------------ | ------------------------------------ | ------------------------------------ |
| 1864                                 | 1878                                 | 1890                                 | 1900                                 | 1911                                 | 1920                                 | 1930                                 | 1940                                 | 1950                                 | 1960                                 | 1970                                 | 1981                                 | 1991                                 | 2001                                 | 2011                                 |
| 523                                  | 564                                  | 551                                  | 587                                  | 593                                  | 579                                  | 570                                  | 626                                  | 662                                  | 564                                  | 463                                  | 357                                  | 332                                  | 264                                  | 214                                  |

| Distribuição da População por Grupos Etários | Distribuição da População por Grupos Etários | Distribuição da População por Grupos Etários | Distribuição da População por Grupos Etários | Distribuição da População por Grupos Etários | Distribuição da População por Grupos Etários | Distribuição da População por Grupos Etários | Distribuição da População por Grupos Etários | Distribuição da População por Grupos Etários | Distribuição da População por Grupos Etários |
| -------------------------------------------- | -------------------------------------------- | -------------------------------------------- | -------------------------------------------- | -------------------------------------------- | -------------------------------------------- | -------------------------------------------- | -------------------------------------------- | -------------------------------------------- | -------------------------------------------- |
| Ano                                          | 0-14 Anos                                    | 15-24 Anos                                   | 25-64 Anos                                   | > 65 Anos                                    |                                              | 0-14 Anos                                    | 15-24 Anos                                   | 25-64 Anos                                   | > 65 Anos                                    |
| 2001                                         | 32                                           | 32                                           | 128                                          | 72                                           |                                              | 12,1%                                        | 12,1%                                        | 48,5%                                        | 27,3%                                        |
| 2011                                         | 21                                           | 19                                           | 90                                           | 84                                           |                                              | 9,8%                                         | 8,9%                                         | 42,1%                                        | 39,3%                                        |

## Locais de interesse
- Anta das Lameiras, que corresponde a um conjunto de três antas da época neolítica
- Castro de Pêra Velha, onde se podem observar ruínas de um povoado pré-histórico
- Igreja Matriz de São Miguel do século XVIII
- Penedo da Fonte Santa ao lado do qual existe um santuário
- Museu Etnográfico, ao lado da Igreja de São Miguel